# هرتس آف سول
هرتس آف سول (به انگلیسی: Hearts of Soul) گروه موسیقی هلندی است.
آن‌ها نماینده هلند در یوروویژن ۱۹۷۰ و یوروویژن ۱۹۷۷ بودند.

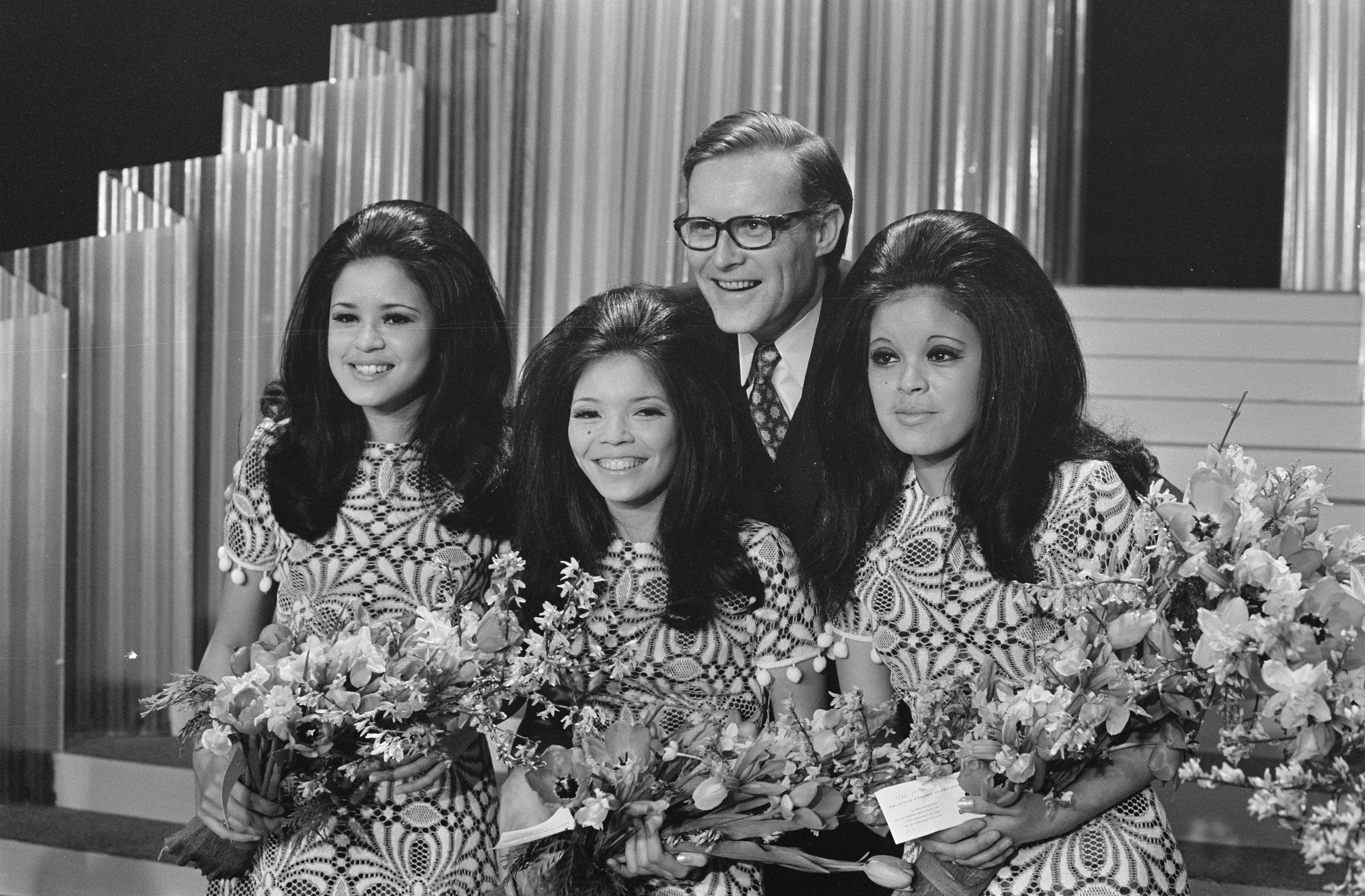
هرتس آف سول